# 何厝庄福壽宮
24°09′51″N 120°39′23″E / 24.164180°N 120.656256°E
何厝庄福壽宮，簡稱福壽宮，是位於臺灣臺中市西屯區何安里的三府王爺廟，為何厝、何仁、何安、何南、何德、何源等六里的庄廟，也是萬和宮老二媽西屯省親遶境的停駐廟宇。

## 歷史沿革
咸豐年間，何厝庄民至到塗葛崛（今龍井區麗水里）水裡港福順宮祈求朱、李、池三府王爺庇祐平安，將分靈迎於庄內搭寮奉祀，並取名為「福壽宮」。何厝為今西屯區的何厝、何仁、何安、何源、何德、何南六里，以此作為庄廟。
1970年起造磚房，1979年成立管理委員會、1982年登記為財團法人福壽宮董事會綜管廟務，後在1993年起經董事會與地方信徒捐資重建，改將宮門朝向青海路。2018年3月2日，時任中華民國總統的蔡英文聽聞贈送寫有「布澤孚佑」匾額，由台中市副市長林陵三代表贈匾，於2018年3月2日上匾。今址在西屯區青海路一段60號，屬何德里。

## 祭祀活動
以農曆六月十八日為祭典日。市地重劃後，何厝分為何厝里、何安里、何南里、何成里、何仁里、何德里、何福里、何明里、何源里，仍以此廟為共同信仰中心，由各里里長分別擔任董事長及董監事。像是興建何仁里福德宮的何仁里里長何永銓，就是何厝庄福壽宮董事之一。
1999年12月29日到31日，廟方舉行新廟落成謝土間三獻建醮大典，在四川重慶路口、華美西街、文心路一段臺中市警察局對面等三處空地，分設玉皇大帝壇、聖母壇、三官壇。因祭拜人口太多，廟方特別分地點，讓何安、何厝、何仁三里居民在玉皇大帝壇、何南里民在聖母壇、何德與何源兩里里民在三官壇祭拜。
萬和宮老二媽西屯省親遶境是2012年時登記的臺中民俗文化資產之一，福壽宮為該繞境的必駐點。耆老相傳嘉慶年間，萬和宮一尊媽祖神像「老二媽」開光時，被剛去世的西屯大魚池廖姓閨女靈魂附身，廖女的靈魂成為媽祖分靈，因此「老二媽」每三年就要到西屯省親繞境。當神轎駐點於福壽宮時，何厝庄民眾會挑著飯擔來此廟，讓香客享用食物，成為該地的民俗文化。